# Starîi Hmerîn, Iemilciîne
Starîi Hmerîn (în ucraineană Старий Хмерин) este un sat în comuna Taikî din raionul Iemilciîne, regiunea Jîtomîr, Ucraina.

## Demografie
Componența lingvistică a localității Starîi Hmerîn
     Ucraineană (100%)
Conform recensământului din 2001, toată populația localității Starîi Hmerîn era vorbitoare de ucraineană (100%).